# Natalia
Natalia (łac. Dies natalis Domini, tj. w dniu urodzin Pana) – imię żeńskie wywodzące się od męskiego imienia Natalis. W Polsce to imię jest poświadczane w formie Natalia w XIV wieku. Dawniej nadawane osobom urodzonym w dniach chrześcijańskich świąt Bożego Narodzenia. Patronką imienia jest św. Natalia z Nikomedii, męczennica.
Na gruncie języka serbskiego i rosyjskiego Natalię zdrabnia się do Nataszy, która to forma w wielu językach zaczęła być nadawana także w charakterze pierwszego imienia.
Natalia to żeńska forma imienia Natal.
Według danych rejestru PESEL z 2025 roku imię Natalia noszą w Polsce 318 894 osoby. Wśród imion nadawanych nowo narodzonym dzieciom w Polsce Natalia w 2014 roku zajmowała 9. miejsce w grupie imion żeńskich.

## Nataliaimieninyobchodzi
- 27 lipca – wspomnienie św. Natalii, żony męczennika Aureliusza z Kordoby[2];
- 26 sierpnia – wspomnienie św. Natalii z Nikomedii[2];
- 1 grudnia – wspomnienie św. Natalii z Nikomedii[4].

## Osoby noszące imię Natalia
- Natalia Avelon – niemiecka aktorka.
- Natalia Bamber-Laskowska – polska siatkarka.
- Natalia Bukowiecka z domu Kaczmarek – polska lekkoatletka.
- Natalia Clavier – argentyńska wokalistka.
- Natalia Dyer – amerykańska aktorka.
- Natalia Dzierżkówna – pisarka.
- Natalia Gajl – prawniczka.
- Natalia Gałczyńska – pisarka, tłumaczka.
- Natalia Gąsiorowska – historyczka.
- Natalija Gonczarowa – rosyjska malarka.
- Natalia Grosiak – polska wokalistka, autorka tekstów i piosenek.
- Natalia Gryczyńska – czyli Maja Kraft, polska piosenkarka popowa
- Natália Kelly – austriacka piosenkarka.
- Natalia Kołat – polska tenisistka.
- Natalia Koryncka-Gruz – polska scenarzystka i reżyserka filmowa.
- Natalia Kukulska – polska piosenkarka.
- Natalia Lesz – polska piosenkarka.
- Natalia Lach-Lachowicz – fotografik, malarka, rzeźbiarka.
- Natalia Madaj – polska wioślarka.
- Natalia Nykiel – polska piosenkarka.
- Natalia Oreiro – urugwajska aktorka i piosenkarka.
- Natalia Pacierpnik – polska kajakarka górska.
- Natalia Partyka – polska tenisistka stołowa.
- Natalia Przybysz – wokalistka zespołu Sistars.
- Natalia Rodríguez Galego – hiszpańska piosenkarka.
- Natalia Rybicka – aktorka polska.
- Natalia Sidorowicz – polska biathlonistka.
- Natalia Sikora – polska aktorka i piosenkarka.
- Natalia Siwiec – polska modelka, Miss Euro 2012.
- Natalia Sroka – polska siatkarka.
- Natalia Szroeder – polska piosenkarka.
- Natalia Tena – angielska aktorka.
- Natalia Tułasiewicz – polska nauczycielka, błogosławiona katolickiego.
- Natalia Zambrzycka – polska aktorka.
- Natalia Zastępa – polska piosenkarka.
- Natalia Żarska – nauczycielka, honorowa obywatelka Olsztyna.
- Natalie Cole – amerykańska wokalistka.
- Natalie Dessay – francuska śpiewaczka.
- Natalie Dormer – brytyjska aktorka.
- Natalie Geisenberger – niemiecka saneczkarka.
- Natalie Glebova – kanadyjska modelka, Miss Universe 2005.
- Natalie Horler – niemiecka piosenkarka pochodzenia brytyjskiego.
- Natalie Imbruglia – australijska piosenkarka.
- Natalie Portman – aktorka amerykańska.
- Natalie Raitano – amerykańska aktorka telewizyjna.
- Natalie Wood – amerykańska aktorka.
- Natalja Bielinska – rosyjska lekkoatletka.
- Natalja Kowszowa – radziecka snajperka, Bohater Związku Radzieckiego.
- Natalija Mieklin – radziecka pilotka wojskowa, Bohater Związku Radzieckiego.
- Natalja Niepriajewa – rosyjska biegaczka narciarska.
- Natalja Pokłonska – rosyjska prokurator Krymu.
- Natalja Rudina – rosyjska piosenkarka, autorka tekstów i kompozytorka.
- Natalja Safronowa – rosyjska siatkarka.
- Natalja Wodianowa – rosyjska modelka.
- Nathalie Armbruster – niemiecka kombinatorka norweska.
- Nathalie Cardone – francuska piosenkarka i aktorka.
- Nathalie Dechy – francuska tenisistka.
- Nathalie von Siebenthal – szwajcarska biegaczka narciarska.
- Natalia Ptak – polska wokalistka, kompozytorka i autorka tekstów.

### Znane osoby noszące imię w formie Natasza
- Milica Nataša Jovović – amerykańska aktorka serbskiego pochodzenia.
- Natacha Atlas – belgijska piosenkarka.
- Natacha Lindinger – francuska aktorka.
- Nataša Bojković – serbska szachistka, arcymistrzyni.
- Nataša Krsmanović – serbska siatkarka.
- Nataša Mićić – serbska polityczka.
- Natascha Keller – niemiecka hokeistka.
- Natascha McElhone – angielska aktorka filmowa i teatralna.
- Natasha Bedingfield – angielska piosenkarka.
- Natasha Henstridge – kanadyjska aktorka.
- Natasha Klauss – kolumbijska aktorka.
- Natasha Richardson – angielska aktorka.
- Natasha Saint-Pier – kanadyjska piosenkarka.
- Natasha Thomas – duńska piosenkarka.
- Natasza Caban – polska żeglarka.
- Natasza Czarmińska – poetka.
- Natasza Goerke – polska poetka i prozaiczka.
- Natasza Sierocka – polska aktorka.
- Natasza Urbańska – polska aktorka, piosenkarka i tancerka.
- Natasza Zylska (Zygelman) – polska piosenkarka.

### W kulturze – postaci fikcyjne
- Natalia Orszeńska - bohaterka powieści Ludzie bezdomni Stefana Żeromskiego
- Natalia Rojek z domu Borejko - bohaterka cykluJeżycjada Małgorzaty Musierowicz, np. Nutria i Nerwus
- Natasza Rostowa - bohaterka powieści Wojna i pokój Lwa Tołstoja
- Natasza – bohaterka powieści Mistrza i Małgorzaty Michaiła Bułhakowa
- Natasza – bohaterka filmu Jasminum
- Natalia Borowik - postać z serialu Ojciec Mateusz
- Natalia Boska - postać z serialu Rodzinka.pl
- Natalia „Naty” – jedna z bohaterek serialu Violetta grana przez Albę Rico Navarro, przyjaciółka i „służąca” Ludmiły
- Natalia „Natasha” Alianovna Romanova – Czarna Wdowa (pierwotnie złoczyńca, później superbohaterka) pojawiająca się w komiksach publikowanych przez Marvel Comics[5]